# Christian Hermann Weisse
Christian Hermann Weisse (Leipzig, 10 d'agost de 1801 - 19 de setembre de 1866) va ser un teòleg protestant alemany.
Va seguir les idees filosòfiques de Georg Wilhelm Friedrich Hegel. Però, amb els anys es fou allunyant del seu panteisme idealista, aproximant-se a les idees de Friedrich von Schelling.
Fou deixeble de David Friedrich Strauss.
Pertany a l'antiga recerca del Jesús històric, iniciada per Hermann Samuel Reimarus. Fou un dels creadors de la Teoria de les dues fonts (Font Q).

## Obra
- System der Ästhetik (2 Bde., 1830);
- Die evangelische Geschichte kritisch und philosophisch bearbeitet (2 Bde. Leipzig 1838)
- Philosophische Dogmatik oder Philosophie des Christentums (3 Bde., 1855-1862)